# HMAS Sydney (D48)
«Сідней» (D48) (англ. HMAS Sydney (D48) — військовий корабель, легкий крейсер типу «Ліндер» Королівського австралійського ВМФ за часів Другої світової війни. Загинув у бою з німецьким торговим рейдером «Корморан».